# گمینا میروسواویتس
گمینا میروسواویتس (به لهستانی:  Gmina Mirosławiec) یک گمینا در لهستان است که در شهرستان واوچ واقع شده‌است. گمینا میروسواویتس ۲۰۳٫۲۷ کیلومتر مربع مساحت و ۶٬۰۲۶ نفر جمعیت دارد.